# ام‌جی‌ام-۱۴۰ اتاکمز
سیستم موشکی تاکتیکی ارتش ام‌جی‌ام-۱۴۰ (اتکمز)MGM-140 Army Tactical Missile System (ATACMS ‎/əˈtækəmz/‎) یک موشک بالستیک تاکتیکی فراصوت است که توسط شرکت دفاعی آمریکایی لینگ-تمکو-ووت (LTV) طراحی و ساخته شده و پس از انجام خریدها و ادغام‌ها، تحت مالکیت شرکت لاکهید مارتین قرار گرفته است.
این موشک از سوخت جامد استفاده می‌کند و طول آن ۴ متر و قطرش ۶۱۰ میلی‌متر است. مدل‌های با برد بلندتر آن قادرند تا ۳۰۰ کیلومتر پرواز کنند.
این موشک‌ها می‌توانند از سامانه پرتاب راکت چندگانه زنجیری M270 (MLRS) و سامانه راکت‌های توپخانه‌ای متحرک چرخ‌دار M142 (HIMARS) شلیک شوند.
کانتینر پرتاب ATACMS (پاد) شامل یک موشک است، اما در آن با الگویی شش‌دایره‌ای مشابه در موشک‌های استاندارد MLRS طراحی شده تا دشمن نتواند نوع موشک بارگذاری‌شده را تشخیص دهد.

## تاریخچه

### پیش توسعه
مفهوم موشک بالستیک تاکتیکی متعارف با تغییرات دکترین در اواخر دوران جنگ سرد ممکن شد، زمانی که ایده‌ی ضرورت حمله هسته‌ای اولیه به نیروهای پیمان ورشو در صورت آغاز جنگ داغ رد شد.
دکترین‌های نبرد هوابرد-زمینی (AirLand Battle) و حمله به نیروهای پی‌درپی (Follow-on Forces Attack) که در اواخر دهه ۱۹۷۰ و اوایل دهه ۱۹۸۰ شکل گرفتند، نیازمند موشکی مجهز به تسلیحات متعارف و در نتیجه بسیار دقیق‌تر برای هدف قرار دادن ذخایر دشمن بودند. از این رو، فرماندهی هوانوردی و موشکی ارتش ایالات متحده برنامه‌ای به نام «نمایشگر ساده‌شده هدایت اینرسی» (SIG-D) را حمایت کرد.
در چارچوب این برنامه، شرکت لینگ-تمکو-ووت (LTV) نمونه‌ای با سوخت جامد از موشک MGM-52 Lance را توسعه داد که با نام T-22 شناخته می‌شد. این موشک مجهز به سامانه هدایت اینرسی مبتنی بر ژیروسکوپ حلقه‌ای نوری (RLG) بود که دقت بی‌سابقه‌ای را نشان داد.
در سال ۱۹۷۸، آژانس پروژه‌های پژوهشی پیشرفته دفاعی آمریکا (DARPA) برنامه نمایشی فناوری Assault Breaker را برای حمله به زره‌پوش‌های دشمن با هدف‌های سخت متحرک در بردهای دور راه‌اندازی کرد. این برنامه از موشک T-22 و همچنین موشک T-16 ساخت مارتین ماری‌تا مبتنی بر سامانه پاتریوت با کلاهک‌های خوشه‌ای استفاده می‌کرد.
در مارس ۱۹۸۰، ارتش ایالات متحده تصمیم گرفت موشک Lance را با موشکی مشابه جایگزین کند که علاوه بر کلاهک هسته‌ای، قابلیت استفاده از کلاهک شیمیایی یا بیولوژیکی را نیز داشته باشد و سوخت جامد بوده و استفاده از آن ساده‌تر باشد. این پروژه با نام «سیستم تسلیحاتی پشتیبانی نیروی زمینی» (Corps Support Weapon System – CSWS) شناخته شد.
یک سال بعد، به دلیل نگرانی از اینکه ارتش در حال توسعه این سلاح با اهداف مشابه برنامه «سلاح دوربرد متعارف» (Conventional Standoff Weapon – CSW) نیروی هوایی ایالات متحده است — که تنها تفاوتشان در نحوه پرتاب (سطحی/هوایی) بود و هر دو بخشی از برنامه نیروهای هسته‌ای کوتاه‌برد غیر راهبردی به شمار می‌رفتند — وزارت دفاع مدیریت پروژه CSWS را به دفتر سیستم‌های توسعه (System Development Office) واگذار کرد که زیرمجموعه MICOM بود و پیش‌تر به نام دفتر پروژه CSWS (موقت) شناخته می‌شد.
این دفتر جدید، مسئولیت برنامه Assault Breaker را نیز بر عهده گرفت و از این طریق مدیریت تلاش‌های Assault Breaker و CSWS را به‌صورت یکپارچه انجام داد. به این ترتیب، توسعه سلاح به آرامی پیش رفت تا برنامه JTACMS (موشک‌های تاکتیکی ارتش) شکل گیرد.

### توسعه
توسعه موشکی که امروزه با نام ATACMS شناخته می‌شود، از سال ۱۹۸۰ آغاز شد؛ زمانی که ارتش ایالات متحده تصمیم گرفت موشک Lance را با موشکی مشابه جایگزین کند که علاوه بر کلاهک هسته‌ای، قابلیت استفاده از کلاهک شیمیایی یا بیولوژیکی را نیز داشته باشد و از سوخت جامد بهره ببرد. این پروژه با نام «سیستم تسلیحاتی پشتیبانی نیروی زمینی» (Corps Support Weapon System – CSWS) شناخته شد.
وزارت دفاع به این نگرانی رسید که دو شاخه مختلف نیروهای مسلح در حال توسعه تعداد زیادی موشک مشابه با کلاهک‌های متفاوت هستند؛ بنابراین در سال ۱۹۸۱ برنامه CSWS را با پروژه Assault Breaker آژانس پروژه‌های پژوهشی پیشرفته دفاعی (DARPA) ادغام کرد و سپس در سال‌های ۱۹۸۲ تا ۱۹۸۳ آن را با برنامه «سلاح دوربرد متعارف» (Conventional Standoff Weapon – CSW) نیروی هوایی ایالات متحده نیز یکی نمود.
سامانه موشکی جدید که با نام «سیستم موشکی تاکتیکی مشترک» (Joint Tactical Missile System – JTACMS) شناخته می‌شد، به‌زودی با مخالفت نیروی هوایی ایالات متحده (USAF) نسبت به ایده موشک بالستیک پرتاب‌شونده از هوا مواجه شد.
در نتیجه، در سال ۱۹۸۴ نیروی هوایی از مشارکت در بخش غیرموشک کروز این برنامه کناره‌گیری کرد و این موضوع باعث شد که موشک به «سیستم موشکی تاکتیکی ارتش» (Army Tactical Missile System – ATACMS) تغییر نام دهد.

#### جزئیات
در سال مالی ۱۹۸۲، کمیته تخصیص بودجه مجلس نمایندگان ایالات متحده برنامه «سیستم تسلیحاتی پشتیبانی نیروی زمینی» (Corps Support Weapon System – CSWS) را تصویب کرد. این برنامه که جانشین برنامه «حمله شکاف‌افکن نیروی زمینی آمریکا» (US Army Assault Breaker) بود و با همکاری آژانس پروژه‌های پژوهشی پیشرفته دفاعی (DARPA) انجام می‌شد، با برنامه «سلاح دوربرد متعارف» (Conventional Standoff Weapon – CSW) نیروی هوایی ایالات متحده ادغام و به «سیستم موشکی تاکتیکی مشترک» (Joint Tactical Missile System – JTACMS) تغییر نام داد.
هدف از این برنامه، ساخت سلاحی بود که نیازهای هر دو برنامه را به‌صورت یکپارچه برآورده کند؛ یعنی توانایی حمله و نابودی نیروهای دسته دوم دشمن، به‌ویژه خودروهای زرهی، و پراکندن زیرموشک‌ها (ساب‌موشین) بر ضد این خودروها.
در این پروژه قرار بود از فناوری‌های Assault Breaker برای توسعه یک سامانه موشکی سطح‌به‌سطح استفاده شود که برای «اختلال عمیق» (deep interdiction) طراحی شده باشد؛ مفهومی که مشابه پیش‌دستی هوایی (air interdiction) است که توسط نیروی هوایی به‌کار گرفته می‌شود. منظور از این اختلال، تخریب یا وارد کردن خسارت قابل توجه توسط همکاری مشترک نیروهای هوایی و زمینی به اهداف خاصی دور از خط مقدم، مانند ساختمان‌ها، پل‌ها، پالایشگاه‌ها و سایر صنایع است. این کار به کند کردن لجستیک دشمن، تأمین یا حمایت نیروهای دشمن و در نهایت پیشروی آن‌ها کمک می‌کند تا برتری تاکتیکی، حتی اگر کوتاه‌مدت باشد، برای نیروهای متحد فراهم شود که می‌تواند تأثیر قابل‌توجهی در صحنه نبرد داشته باشد؛ این عملیات می‌تواند با استفاده از تسلیحات متعارف یا هسته‌ای انجام شود.
اگرچه هر دو شاخه نیروی زمینی و نیروی هوایی قرار بود در توسعه این سلاح مشارکت داشته باشند، اما برنامه JTACMS به رهبری ارتش ایالات متحده پیش رفت.
این برنامه در ابتدا توسط سرهنگ جیمز بی. لینکلن رهبری می‌شد؛ فردی که از سال ۱۹۶۰، زمانی که از آکادمی نظامی ایالات متحده فارغ‌التحصیل شد، تا سال ۱۹۸۰، زمانی که از کالج صنعتی نیروهای مسلح فارغ‌التحصیل گردید، به‌صورت تمام‌وقت و پیوسته در مدارس نظامی مختلف تحصیل کرده بود.
در سال ۱۹۷۷، لینکلن بر اساس دانشکده مدیریت سیستم‌های دفاعی، با نگارش پایان‌نامه‌ای با عنوان «مدیریت زمان کل اکتساب: اولویت جدید برای سیستم‌های اصلی تسلیحاتی» فارغ‌التحصیل شد که در آن به کاهش چشمگیر سرعت تأمین اصلی‌ترین مجموعه‌های موشکی نسبت به سال ۱۹۷۱ پرداخته بود.
در سال ۱۹۸۰، هنگامی که سرهنگ لینکلن مسئول برنامه TRADOC در فورت سیل در حوزه سیستم‌های MLRS بود، دیدگاهی انتقادی نسبت به سیستم‌های ارتش میدانی داشت و مبارزه ارتش ایالات متحده برای منابع محدود در توسعه سیستم‌های جدید را با «موج پیشرو» کشتی مقایسه کرد؛ موجی که مانع سرعت گرفتن کشتی می‌شود و پروژه‌های نظامی یا لغو شده یا توسط دولت تجدید مالی می‌شوند، گویی امواجی از آن جدا می‌شوند. این دیدگاه توجه فرماندهی موشکی ارتش (DARCOM) را جلب کرد.
در آوریل ۱۹۸۴، لینکلن به سمت رئیس پروژه TOW منتقل شد و در پروژه فعلی جای خود را به سرهنگ ویلیام جی. فیورنتینو داد. فیورنتینو تا آن زمان بیش از پنج سال رئیس دفتر مدیریت پروژه پرشینگ بود؛ پروژه‌ای که در دوره رهبری او، موشک‌های بالستیک دو مرحله‌ای با سوخت جامد و قابلیت پرتاب متحرک با کلاهک هسته‌ای در برد کوتاه (پرشینگ) و متوسط (پرشینگ II) توسعه یافتند.
دکتر بیلی تیدول نیز به‌عنوان مدیر برنامه JTACMS و به طور موقت به‌عنوان مدیر برنامه اجرایی در این پروژه فعالیت داشت.
در سال مالی ۱۹۸۴، کنگره ایالات متحده توسعه کلاهک هسته‌ای برای موشک JTACMS را ممنوع کرد، با وجود اینکه ارتش ادعا می‌کرد اگر لازم باشد این سیستم قابلیت هسته‌ای پیدا کند، نیروهای آمریکا در موقعیت نامطلوبی قرار خواهند گرفت.
در سال مالی ۱۹۸۵، ارتش اعلام کرد که هیچ بودجه تحقیق و توسعه‌ای برای ساخت کلاهک هسته‌ای JTACMS برنامه‌ریزی نشده است.
در تاریخ ۲۲ مه ۱۹۸۴، ارتش ایالات متحده و نیروی هوایی آمریکا (USAF) توافق‌نامه‌ای را امضا کردند که شامل فهرستی از ۳۱ ابتکار عمل بود. بند ۱۸ این فهرست بیان می‌کند که هر یک از دو سرویس نظامی، انواع متفاوتی از همان موشک را توسعه خواهند داد — ارتش ترجیح داد سیستم پرتاب زمینی با برد کوتاه‌تر را توسعه دهد، در حالی که نیروی هوایی سیستم پرتاب هوایی را در اولویت قرار داد.
برنامه JTACMS قرار بود به‌صورت مشترک با تأمین مالی از سوی متحدان ناتو اجرا شود؛ در ابتدا با کشورهای بریتانیا، جمهوری فدرال آلمان، بلژیک، هلند و ایتالیا برای پیوستن به این برنامه تماس گرفته شد. بریتانیایی‌ها و آلمانی‌ها علاقه‌مندی خود را نشان دادند، اما دیگر کشورها به دلیل کمبود بودجه کافی از مشارکت در برنامه خودداری کردند.
حداقل از اواخر سال ۱۹۸۶، برنامه ATACMS تحت رهبری سرهنگ توماس جی. کون هارت قرار گرفت.

### تولید
در مارس ۱۹۸۶، شرکت لینگ-تمکو-ووت (LTV) قرارداد طراحی موشک را برنده شد و این سامانه با شماره مدل MGM-140 شناخته شد. نخستین پرتاب آزمایشی دو سال بعد انجام گرفت که این موفقیت مدیون تجربیات قبلی شرکت در برنامه‌های پیشین بود.
در سال ۲۰۰۷، ارتش ایالات متحده برنامه ATACMS را به‌دلیل هزینه‌های بالا متوقف کرد و بدین ترتیب توانایی تجدید موجودی این موشک‌ها پایان یافت.
برای حفظ موجودی باقی‌مانده، برنامه‌ای با نام «تمدید عمر خدمت ATACMS» (Service Life Extension Program – SLEP) آغاز شد که در آن سیستم‌های پیشران و ناوبری بازسازی یا تعویض می‌شوند، کلاهک‌های مهمات خوشه‌ای با کلاهک‌های منفجره تجزیه‌ای یکنواخت جایگزین می‌شوند و گزینه فیوز مجاورتی برای ایجاد اثرات منطقه‌ای اضافه می‌گردد.
تحویل این موشک‌های بازسازی‌شده قرار بود از سال ۲۰۱۸ آغاز شود. برنامه SLEP در واقع یک ابتکار موقت برای فراهم کردن زمان لازم جهت تکمیل تحلیل‌ها و توسعه قابلیت جانشین برای موجودی قدیمی ATACMS است که انتظار می‌رود تا حدود سال ۲۰۲۲ آماده شود.
قانون مجوز دفاع ملی برای سال مالی ۲۰۲۳ اجازه تولید و خرید تا ۱,۷۰۰ فروند موشک ATACMS اضافی را صادر کرد، اما این بودجه توسط قانون تخصیص بودجه دفاعی سال ۲۰۲۳ تأمین نشد.

### ارتقای نسخه‌های قدیمی
در ژانویه ۲۰۱۵، شرکت لاکهید مارتین قراردادی را برای توسعه و آزمایش تجهیزات جدید موشک‌های Block I ATACMS به منظور حذف خطر مهمات منفجرنشده تا سال ۲۰۱۶ دریافت کرد.
اولین نسخه به‌روزرسانی‌شده سیستم موشکی تاکتیکی (TACMS) در سپتامبر ۲۰۱۶ تحویل داده شد که شامل الکترونیک هدایت به‌روزشده و قابلیت جدیدی برای هدف‌گیری دقیق اهداف منطقه‌ای با استفاده از کلاهک یکنواخت بدون برجای گذاشتن مهمات منفجرنشده بود.
در آگوست ۲۰۱۷، لاکهید قرارداد تولید مجموعه‌های پرتاب را به عنوان بخشی از برنامه تمدید عمر خدمت (SLEP) دریافت کرد.
در سال ۲۰۲۱ نیز قراردادی به لاکهید مارتین واگذار شد تا مهمات موجود M39 را به نوع M57 مجهز به کلاهک WDU-18/B از موشک هارپون تا سال ۲۰۲۴ ارتقا دهد.
طرحی که در اکتبر ۲۰۱۶ برای افزودن سامانه جستجوگر موجود به موشک ATACMS به‌منظور هدف‌گیری اهداف متحرک زمینی و دریایی اعلام شده بود، در دسامبر ۲۰۲۰ لغو شد تا تمرکز بر روی دیگر پروژه‌های موشکی معطوف شود.

### جایگزینی
از سال ۲۰۱۶، با توجه به عقب‌ماندگی در رقابت تسلیحاتی جهانی و کهنه شدن موشک‌های ATACMS، برنامه توسعه «آتش‌های دقیق دوربرد» (Long-Range Precision Fires – LRPF) آغاز شد که بعدها به «موشک ضربتی دقیق» (Precision Strike Missile – PrSM) تغییر نام داد. هدف این برنامه، جایگزینی موشک‌های ATACMS با نسخه «افزایش ۱» (Increment 1) از موشک PrSM بود.
این جایگزینی دقیق از اواخر سال ۲۰۲۳ در ارتش ایالات متحده آغاز شد.

## نسخه‌ها
M39 (بلوک I):
- مجهز به هدایت اینرسی (INS).
- حمل ۹۵۰ بمب خوشه‌ای M74 ضد نفر و ضد تجهیزات (APAM)، هرکدام به اندازه یک توپ بیسبال و وزن ۱.۳ پوند (۰.۵۹ کیلوگرم).
- بمب‌ها در منطقه‌ای دایره‌ای به قطر حدود ۲۰۶ متر (۶۷۷ فوت) پراکنده می‌شوند.
- موثر علیه هواپیماهای پارک شده، انبارهای مهمات، سامانه‌های دفاع هوایی و تجمعات نیروهای انسانی، اما ضعیف در برابر خودروهای زرهی.
- اندازه منطقه تحت تأثیر با تغییر ارتفاع رهاسازی قابل تنظیم است.
- برد: ۲۵ تا ۱۶۵ کیلومتر (۱۵ تا ۱۰۰ مایل).
- نرخ خرابی بمب M74 حدود ۲ درصد گزارش شده است.

M39A1 (بلوک IA):
- مجهز به هدایت اینرسی به کمک GPS.
- حمل ۳۰۰ بمب M74.
- بین سال‌های ۱۹۹۷ تا ۲۰۰۳، ۶۱۰ فروند تولید شده‌اند.
- در عملیات آزادی عراق ۷۴ فروند مصرف شد.
- تا سال ۲۰۲۱ در حال به‌روزرسانی به استاندارد M57E1 بودند.
- برد: ۲۰ تا ۳۰۰ کیلومتر (۱۲ تا ۱۸۶ مایل).

M39A2 (بلوک II):
- مجهز به بمب‌های زیرموشکی ضد زره پیشرفته به نام BAT (Brilliant Anti-armour Technology).
- هدایت مشابه M39A1 با INS/GPS.
- حمل ۱۳ بمب BAT در بخش کلاهک بزرگ‌تر.

M48 (بلوک I / بلوک 1 یکنواخت):
- نسخه‌ای از ATACMS بلوک IA با کلاهک واکنش سریع یکنواخت (QRU).
- مجهز به کلاهک ۵۰۰ پوندی (۲۳۰ کیلوگرمی) منفجره نفوذی WAU-23/B از موشک ضد کشتی هارپون.
- بین سال‌های ۲۰۰۱ تا ۲۰۰۴، ۱۷۶ فروند تولید شد و سپس تولید آن به نفع M57 متوقف شد.
- از سال ۲۰۰۲ عملیاتی است.
- در عملیات آزادی عراق ۱۶ فروند و در عملیات آزادی پایدار ۴۲ فروند شلیک شد.
- برد: ۷۰ تا ۳۰۰ کیلومتر (۴۳ تا ۱۸۶ مایل).

M57 (بلوک IA / بلوک 1A واکنش سریع یکنواخت، TACMS 2000 یا T2K):
- در واقع همان موشک M48 است اما با کاهش هزینه تولید تا ۱۰۰,۰۰۰ دلار به واسطه برنامه "TACMS 2000".
- هدایت به کمک GPS.
- همان بخش کلاهک WAU-23/B را دارد.
- بین سال‌های ۲۰۰۴ تا ۲۰۱۳، ۵۱۳ فروند تولید شده است.
- دقت: خطای دایره‌ای محتمل (CEP) حدود ۹ متر.
- برد: ۷۰ تا ۳۰۰ کیلومتر.

M57E1 (ATACMS MOD یا MOD – اصلاح شده):
- نسخه به‌روزشده M39 و M39A1 با موتور بازسازی شده، نرم‌افزار و سخت‌افزار ناوبری و هدایت به‌روزشده.
- جایگزینی بمب‌های M74 با بخش کلاهک WAU-23/B.
- مجهز به حسگر مجاورت برای انفجار هوایی.
- تولید از سال ۲۰۱۷ با سفارش اولیه ۲۲۰ فروند آغاز شده است.

NATACMS:
- نسخه پرتاب‌شونده از کشتی برای نیروی دریایی آمریکا، در دهه ۱۹۹۰ توسعه یافته و دو بار در اوایل ۱۹۹۵ آزمایش شد (یک بار از زمین در پایگاه موشکی وایت سندز و یک بار از عرشه ناوشکن USS Mount Vernon).
- در آزمایش آخر، حامل ۷۳۰ زیرموشک Mk 74 (احتمالاً همان M74) بود.
- با وجود موفقیت در اهداف آزمایشی، توسعه این نسخه به دلایل نامعلومی لغو شد.

SLATACMS:
- نسخه برنامه‌ریزی‌شده پرتاب‌شونده از دریا برای عملیات زیرسطحی با محدودیت عمق پرتاب تا ۱۷۵ فوت.
- کلاهک مشابه بلوک IA ارتش، قطر یکسان و تغییر طول از ۱۵۶.۵ اینچ به ۱۹۹ اینچ به دلیل جمع شدن باله‌ها در یک پوشش کوچک‌تر و افزودن ماژول باله که پس از خروج از آب و قبل از روشن شدن موتور جدا می‌شود.
- این طراحی برای سازگاری با کپسول‌های سیستم پرتاب عمودی زیردریایی کلاس لس آنجلس (688i, FLTIII) که ۱۲ کپسول چنین سیستمی را حمل می‌کند، انجام شده است.
- تاریخچه آن از سال ۱۹۹۵ با مطالعه قابلیت پرتاب سرد موشک MGM-140A از زیردریایی‌ها آغاز شد.
- برنامه شامل استفاده از مهمات APAM و همچنین بمب‌های ضد تانک BAT بود.
- در سال ۱۹۹۶ لاکهید مارتین نمونه‌ای از موشک بلوک IA را به عنوان پایه برای SLATACMS معرفی کرد.
- انتخاب سیستم پرتاب عمودی زیردریایی طراحی شده برای موشک تاماهاوک به عنوان پرتابگر، که حدود ۱.۵ برابر طول موشک SLATACMS بود، منجر به طراحی خاص موشک و کپسول پرتاب ترکیبی (AUR) شد که با موشک SLATACMS درون آن، در سیستم پرتاب زیردریایی جای می‌گیرد.

## عملیات
موشک‌های ATACMS برای نخستین بار در سال ۱۹۹۱ و طی عملیات طوفان صحرا به‌کار گرفته شدند که در آن ۳۲ فروند از سیستم پرتاب چندگانه موشک M270 شلیک شد.
در سال ۲۰۰۳، بیش از ۴۵۰ فروند موشک ATACMS در عملیات آزادی عراق مورد استفاده قرار گرفتند.
تا اوایل سال ۲۰۱۵، بیش از ۵۶۰ فروند موشک ATACMS در نبردها به کار گرفته شده بودند.
از اکتبر ۲۰۲۳، اوکراین نسخه‌های اولیه و برد کوتاه موشک‌های ATACMS را در جریان تهاجم روسیه به اوکراین به‌کار گرفت.
هدف این موشک‌ها تهدید «راه زمینی» تحت اشغال روسیه به سمت کریمه در جنوب اوکراین و همچنین اکثر پایگاه‌های هوایی تحت کنترل روسیه در شمال کریمه بود، که به‌صورت نظری استفاده روسیه از بالگردهای هجومی در آن پایگاه‌ها علیه اهداف اوکراینی را دشوار می‌کرد.
اولین حملات ثبت‌شده اوکراین با موشک‌های ATACMS، تخریب تعداد زیادی از بالگردهای نظامی روسیه روی زمین را به همراه داشت که توسط تصاویر ماهواره‌ای و ویدئوهای زمینی تأیید شده است.
از ۱۹ فوریه ۲۰۲۴ شایعاتی درباره احتمال استفاده قریب‌الوقوع اوکراین از نسخه‌های جدیدتر و برد بلندتر موشک‌های ATACMS منتشر شد، که خیلی زود صحت آن اثبات گردید؛ هنگامی که حمله‌ای با موشک ATACMS به پایگاه هوایی ژانکو تحت اشغال روسیه انجام شد و منجر به شش انفجار اصلی و چند انفجار ثانویه گزارش‌شده شد. این پایگاه در فاصله‌ای بسیار دورتر از برد نسخه‌های اولیه ATACMS نسبت به قلمرو تحت کنترل اوکراین قرار داشت.
پس از آن، مقام‌های آمریکایی رسماً تأیید کردند که اوکراین ماه‌ها پیش این موشک‌ها را دریافت کرده و به وضعیت آماده‌باش رزمی رسانده است.
این حملات با نسخه‌های برد بلندتر ATACMS در عمق کریمه، بخش‌هایی از سامانه‌های دفاع هوایی روسیه مانند لانچرهای سیستم‌های S-300 و S-400 را نابود کرد و همچنین هواپیماهای نظامی روسیه را روی زمین هدف قرار داد، از جمله دو فروند رهگیر MiG-31 که توسط تصاویر ماهواره‌ای و زمینی تأیید شده‌اند.
موشک‌های ATACMS توانایی خود را در نابودی سایت‌های دفاع هوایی نشان داده‌اند و برای از بین بردن یک سایت فعال روسی از نوع S-300 یا S-400 به کار رفته‌اند. فیلم‌های ثبت شده توسط پهپاد، پرتاب رهگیرها توسط سامانه دفاع هوایی را پیش از اصابت زیرموشک‌های خوشه‌ای ATACMS نشان داد که منجر به انفجارهای متعدد در اجزایی مانند لانچرهای این سامانه‌ها شد.
در تاریخ ۲۳ ژوئن ۲۰۲۴، در جریان حمله‌ای به سواستوپل، موشک‌های پدافند هوایی روسیه به سمت چندین فروند موشک ATACMS شلیک شدند که در پی آن انفجارهایی رخ داد و منجر به کشته شدن ۲ تا ۴ نفر و بیش از ۱۵۰ زخمی در ساحل اوچکییوکا شد. ساکنان محلی گزارش دادند که هشدار حمله هوایی صادر نشده بود و به همین دلیل مردم حاضر در ساحل نتوانستند خود را تخلیه کنند.
در سپتامبر ۲۰۲۴، ولادیمیر پوتین، رئیس‌جمهور روسیه، تهدید به تلافی حملات به خاک روسیه کرد. کارشناسان معتقدند این تهدیدها با هدف منصرف کردن ایالات متحده، بریتانیا و فرانسه از اجازه دادن به اوکراین برای استفاده از موشک‌های دوربرد غربی مانند استورم شد و ATACMS در حملات علیه روسیه بیان شده است.
در تاریخ ۱۷ نوامبر ۲۰۲۴، ایالات متحده سیاست خود را تغییر داد و استفاده اوکراین از موشک‌های ATACMS برای هدف‌گیری اهداف نظامی در داخل خاک اصلی روسیه را مجاز اعلام کرد.
در تاریخ ۱۹ نوامبر ۲۰۲۴، برای نخستین بار موشک‌های ATACMS به هدفی در داخل مرزهای بین‌المللی به رسمیت شناخته‌شده روسیه شلیک شدند. یک انبار مهمات در منطقه بریانسک روسیه هدف قرار گرفت و ویدئوهایی از انفجارها و آتش‌سوزی‌ها در محل منتشر شد.
در تاریخ ۲۵ نوامبر ۲۰۲۴، موشک‌های ATACMS برای هدف قرار دادن سامانه دفاع هوایی روسیه از نوع S-400 در یک پایگاه هوایی در منطقه کورسک روسیه به‌کار گرفته شدند. ویدئویی منتشر شد که نشان می‌داد مهمات خوشه‌ای ATACMS پایگاه هوایی را هدف گرفته‌اند و تصاویر نیز تخریب ایستگاه راداری ۹۲N6E سیستم S-400 را تأیید کردند.

### مقایسه جنگ الکترونیک با کاربرد
موشک ATACMS از چندین واحد ناوبری اینرسی به‌صورت ترکیبی و هماهنگ‌شده توسط نرم‌افزار استفاده می‌کند، به‌طوری که گفته می‌شود هنگام از دست دادن سیگنال GPS به دلیل جنگ الکترونیک، دقت خود را بهتر از سایر تسلیحات هدایت‌شونده با GPS حفظ می‌کند.

### مهندسی معکوس
در تاریخ ۱ ژوئیه ۲۰۲۴، روسیه ادعا کرد که سیستم هدایت یک موشک ATACMS را به‌صورت سالم بازیابی کرده و مقامات روسی در حال بررسی این سیستم هدایت برای «شناسایی هرگونه نقطه ضعف» هستند.

## کاربرها
- استرالیا: در ماه مه ۲۰۲۲، ارتش استرالیا ۲۰ لانچر M142 HIMARS به همراه ۱۰ فروند موشک واحد M57 ATACMS و سایر مهمات MLRS را در قراردادی به ارزش ۵۴۵ میلیون دلار استرالیا (۳۸۵ میلیون دلار آمریکا) خریداری کرد.
- بحرین: ارتش سلطنتی بحرین در سال ۲۰۰۰، ۳۰ فروند موشک سری M39 و در سال ۲۰۱۸، ۱۱۰ فروند موشک M57 ATACMS خریداری کرد.
- استونی: درخواست خرید تا ۱۸ فروند موشک M57 ATACMS در ژوئیه ۲۰۲۲ تأیید شد و تمامی آنها تا سال ۲۰۲۵ تحویل داده شدند.
- یونان: ارتش یونان از نسخه با برد ۱۶۵ کیلومتر استفاده می‌کند.
- کره جنوبی: در سال ۲۰۰۲، ارتش کره جنوبی ۱۱۱ فروند موشک ATACMS Block I و ۱۱۱ فروند ATACMS Block IA برای سیستم M270 MLRS خریداری کرد.
- رومانی: نیروی زمینی رومانی ۵۴ فروند موشک M57 ATACMS خریداری کردند که همه تا ژوئن ۲۰۲۲ تحویل داده شدند.
- لهستان: نیروی زمینی لهستان ۳۰ فروند موشک M57 ATACMS خریداری کردند که همه تا ژوئن ۲۰۲۲ تحویل داده شدند و ۴۵ فروند دیگر در فوریه ۲۰۲۳ سفارش داده شد.
- ترکیه: ارتش ترکیه از موشک ATACMS Block IA استفاده می‌کند.
- قطر: نیروی زمینی امیری قطر در سال ۲۰۱۲، ۶۰ فروند موشک M57 ATACMS خریداری کرد.
- امارات متحده عربی: ارتش امارات در سال ۲۰۱۴، ۱۰۰ فروند موشک M57 ATACMS دریافت کرد.
- ایالات متحده آمریکا: ارتش و نیروی دریایی ایالات متحده هر دو از کاربرهای موشک ATACMS هستند.
- اوکراین: نیروهای مسلح اوکراین از موشک‌های M39 Block I استفاده می‌کنند که برای اولین بار در ۱۷ اکتبر ۲۰۲۳ در نبرد به کار رفتند. نسخه‌های برد بلندتر با خوشه‌های زیرموشک و کلاهک‌های واحد نیز از مارس ۲۰۲۴ تحویل و استفاده شدند. اوکراین در ۱۸ نوامبر ۲۰۲۴ برای اولین بار در حدود ۱۰۰۰ روز جنگ، موشک‌های برد بلند ATACMS آمریکایی را به سمت خاک روسیه شلیک کرد.
- تایوان: در اکتبر ۲۰۲۰، وزارت خارجه آمریکا فروش ۶۴ فروند موشک M57 ATACMS به تایوان را تأیید کرد و در ۱۰ نوامبر ۲۰۲۴، اولین محموله موشک‌های ATACMS به تایوان تحویل داده شد.

### کاربرهای آینده
- لتونی: درخواست خرید ۱۰ پوسته موشک M57 ATACMS در اکتبر ۲۰۲۳ تأیید شد.
- لیتوانی: درخواست خرید ۱۸ پوسته موشک M57 ATACMS در نوامبر ۲۰۲۲ تأیید شد.
- مراکش: در آوریل ۲۰۲۳، مراکش سفارش ۱۸ لانچر M142 HIMARS به همراه ۴۰ پوسته موشک M57 ATACMS و سایر مهمات MLRS (از جمله M30A2 و M31A2) را با هزینه تقریبی ۵۲۴ میلیون دلار آمریکا ثبت کرد.

### کاربرهای لغوشده
- فنلاند: قراردادی برای خرید ۷۰ فروند موشک در مارس ۲۰۱۴ به دلیل قیمت‌های بالا لغو شد.
- هلند: درخواست خرید ۸۰ موشک M57 ATACMS در فوریه ۲۰۲۳ تأیید شد، اما در ماه مه ۲۰۲۳ ارتش سلطنتی هلند به جای آن، ۲۰ سامانه راکت‌انداز توپخانه‌ای PULS ساخت شرکت اسرائیلی ال‌بیت سیستمز را خریداری کرد.

### موشک‌های قابل مقایسه
- Hatf-I  – پاکستان
- OTR-21 Tochka  – شوروی
- 9K720 Iskander  – روسیه
- Hwasong-11B  – کره شمالی
- Hyunmoo-2  – کره جنوبی
- P-12  – چین
- Prahaar  – هند
- LORA  – اسراییل
- Bora  – ترکیه
- Fateh-313  – ایران
- KTSSM  – کره جنوبی
- Hrim-2  – اوکراین
- Predator Hawk  – اسراییل

## پیوندهای خارجی
- ATACMS ، لاکهید مارتین
- سامانه موشکی تاکتیکی ارتش، بلوک IA، لاکهید مارتین یونیتی . بازیابی شده در ۶ اکتبر ۲۰۱۱.
- بررسی برنامه موشک‌ها و راکت‌های هدایت‌شونده دقیق، مرکز اطلاعات فنی دفاعی ایالات متحده (۱۴ آوریل ۲۰۰۸).
- ATACMS / ATACMS Block IA Unitary Deagel.com. بازیابی شده در ۶ اکتبر ۲۰۱۱.
- سامانه موشکی تاکتیکی ارتش M39 (ارتش TACMS) فدراسیون دانشمندان آمریکایی | FAS.org. بازیابی شده در ۶ اکتبر ۲۰۱۱.